# Anatole Gruyer
François-Anatole Gruyer, född den 15 oktober 1825 i Paris, död den 27 oktober 1909 i Chantilly, var en fransk konstkritiker.
Gruyer utbildade sig i hemstaden och på resor, särskilt i Italien. År 1872 blev han generalinspektör över de sköna konsterna, 1875 ledamot av Académie des beaux-arts och 1881 konservator i Louvren. Hans främsta arbeten är Essay sur les fresques de Raphaël au Vatican (1858–1859), Raphaël et l'antiquité (1864), Les vierges de Raphaël et l'antiquité (samma år), Les vierges de Raphaël el l'iconographie de la vierge (1869), Les œuvres d'art de la renaissance italienne au temple de Saint Jean, baptistère de Florence (1875), Raphaël, peintre de portraits (1881), La peinture au château de Chantilly (1896, 1898).